# Nicole Alexander
Nicole „Hoopz“ Alexander (* 12. Juli 1983 in Detroit, Michigan) ist eine US-amerikanische Schauspielerin, die zunächst als Reality-TV-Show-Kandidatin durch den Gewinn der VH1-Shows Flavor of Love und I Love Money bekannt wurde. Sie bekam ihren Spitznamen „Hoopz“ in Flavor of Love.

## Karriere
Nicole Alexander arbeitet für verschiedene Modelagenturen und war in Musikvideos von Will Smith (Party Starter) und Lil Keke (Chunk Up the Deuce) zu sehen. 2006 war sie die Gewinnerin der ersten Staffel von Flavor of Love. Zwei Jahre später war sie Kandidatin in der Show I Love Money. Im Finale der Show gewann sie 250.000 US-Dollar und wurde als Gewinnerin in den USA sehr bekannt.
Nicole Alexander arbeitet seitdem auch als Schauspielerin. In der Indepependant Filmreihe First Lady von Dennis L. Reed II spielt sie die Hauptrolle der Maria in allen bislang erschienenen drei Spielfilmen der Reihe. Ebenso ist sie im Thriller Circumstances 3 in einer Hauptrolle als Agent Miraflores zu sehen.

## Filmografie (Auswahl)
- 2010: The Gift
- 2018: First Lady
- 2019: First Lady II – Maria's Revenge
- 2021: First Lady 3 – The Payback
- 2022: Circumstances 3
- 2022: Chasing the Ghost

## Persönliches
Alexander lebt in Louisville, Tennessee, mit ihrem Freund James Jackson, einem CBA All-Star von den East Kentucky Miners.